# Hilma af Klint

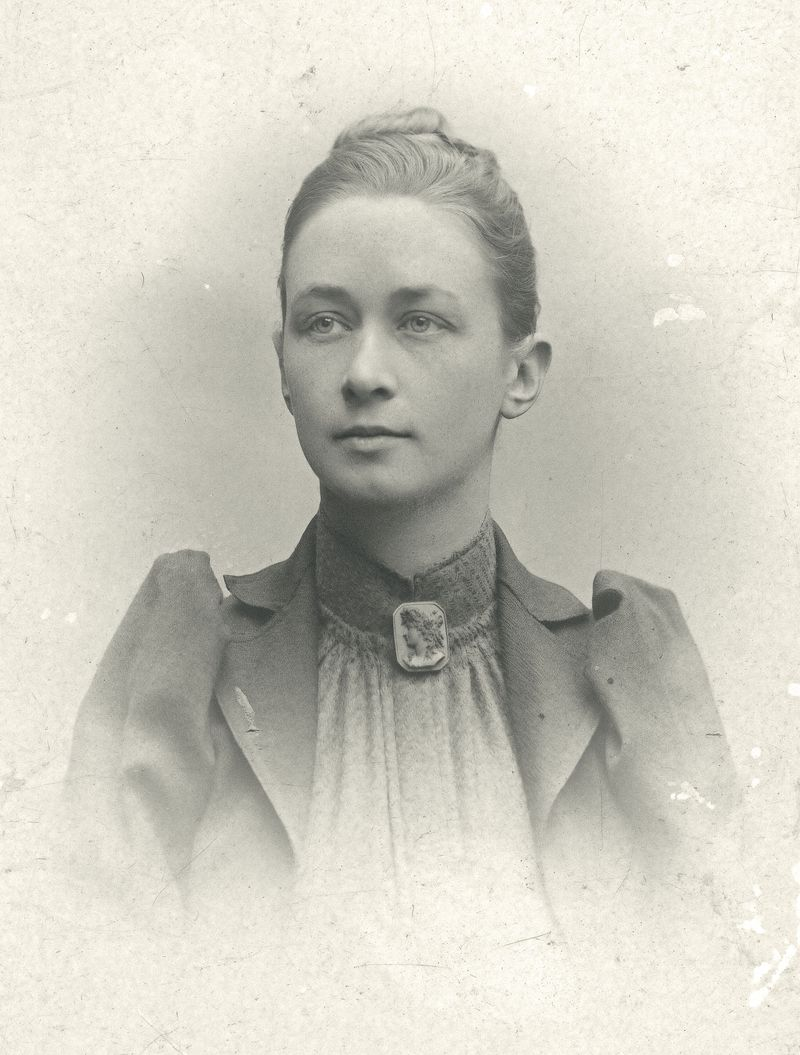
Hilma af Klint, 1901

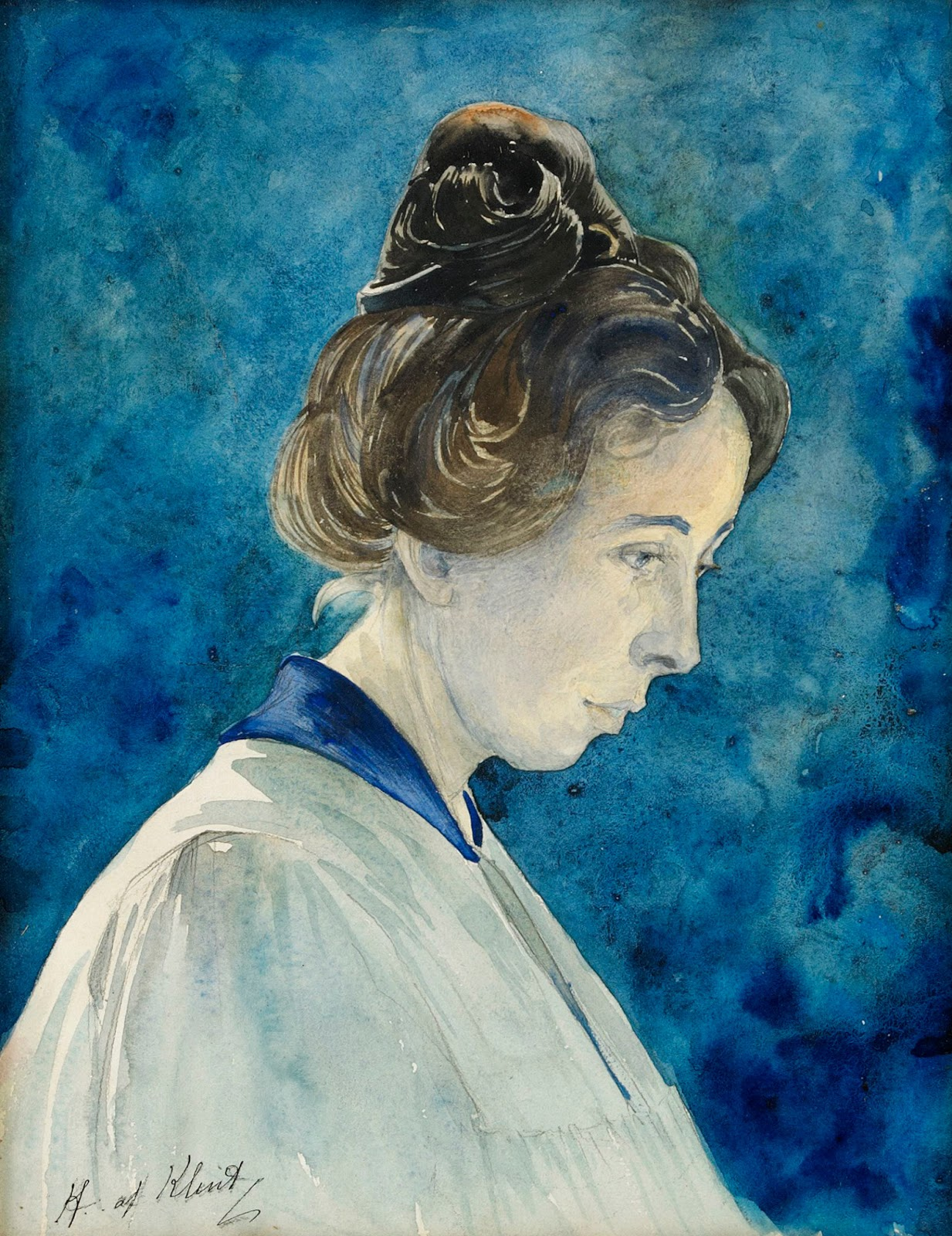
Selbstporträt, o. D.

Hilma af Klint (* 26. Oktober 1862 auf Schloss Karlberg in Solna; † 21. Oktober 1944 in Djursholm) war eine schwedische Malerin. Sie gilt als eine Pionierin der abstrakten Malerei und als eine der hervorragenden Malerinnen des frühen 20. Jahrhunderts.
Sie stellte ihr großes Œuvre, das vom theosophischen Okkultismus inspiriert war, zeitlebens nicht aus und verfügte, dass es frühestens 20 Jahre nach ihrem Tod ausgestellt werden dürfe. Erst in den 1980er-Jahren wurden ihre Werke international bekannt und anerkannt.

## Leben und Werk

### Kindheit, Schule und Ausbildung
Hilma af Klint wurde als viertes Kind von Mathilda Sonntag († 1920) und Victor af Klint († 1898) auf Schloss Karlberg geboren. Der Vater war Offizier bei der schwedischen Marine, die Familie war wohlhabend. Im Jahr 1872 zog die Familie von Karlberg an die Nortullsgatan in Stockholm. An der Riddargatan besuchte Hilma af Klint eine Mädchenschule.

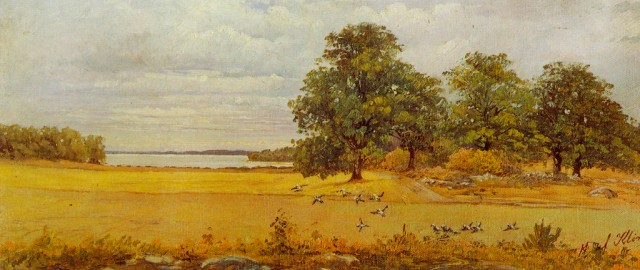
Eftersommar („Nachsommer“), ein frühes naturalistisches Bild, 1903

Von 1880 bis 1882 lernte sie an der Schwedischen Kunsthochschule zusätzlich bei Kerstin Cardon Porträtmalerei. Sie gehörte zu den ersten Malerinnen, die an der Königlichen Akademie der freien Künste in Stockholm von 1882 bis 1887 Malerei studierten, nachdem diese Institution von 1864 an auch Frauen in der Kunst den Zugang gewährt hatte. Ihre Lehrer dort waren unter anderem Georg von Rosen und August Malmström.
Nach dem Abschluss der Kunstakademie (1887) malte Hilma af Klint im eigenen Atelier. Zunächst schuf sie naturalistische Landschaften und Porträts gemäß ihrer akademischen Ausbildung und oft nach Auftrag. Hilma af Klint blieb unverheiratet und kinderlos.

### Okkulte Einflüsse, spirituelle Suche

Die zehn Größten, Nr. 2, Kindheit, Gruppe IV, 1907

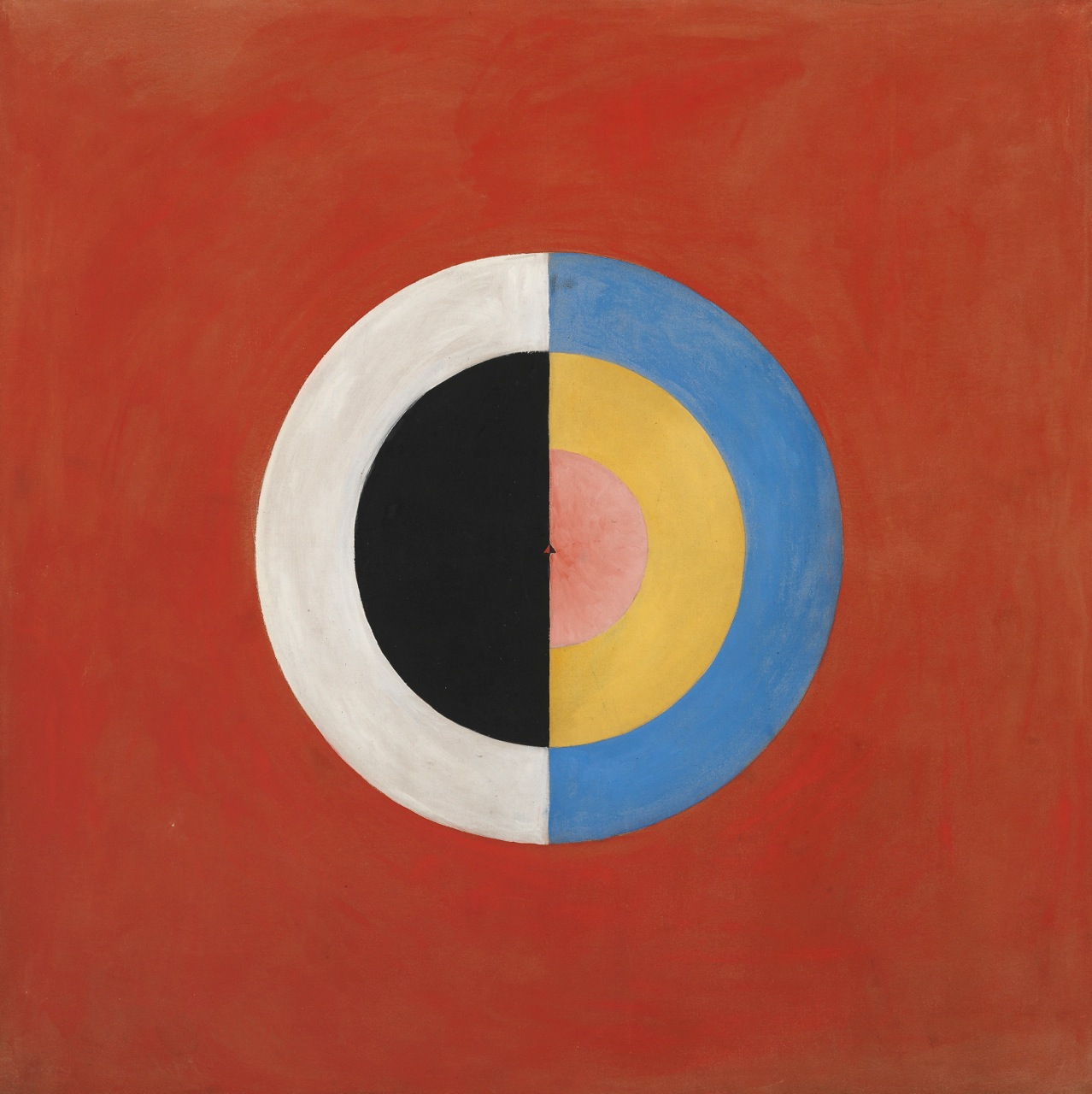
Der Schwan, Nr. 17, Serie SUW, Oktober 1914 bis März 1915

Altarbild Nr.1, Gruppe X, 1915

Standpunkt Buddhas auf der Erde, Serie II, Nr. 3a, 1920

Der frühe Tod ihrer Schwester Hermine steigerte ihr Interesse an Religion und Spiritismus. Bereits im Jahr 1879, im Alter von siebzehn Jahren, beteiligte sich Hilma af Klint an Séancen. Wie viele Künstler und Intellektuelle ihrer Generation interessierte sie sich für Theosophie und 1888 trat sie der Theosophischen Gesellschaft (TG) bei und folgte 1895 nach der Spaltung derselben der Theosophischen Gesellschaft Adyar (Adyar-TG). 
An Edvard Munch, der in der direkten Nähe ihres Ateliers 1894 eine Ausstellung hatte, interessierte sie, wie er psychischen Zuständen malerisch Ausdruck verlieh. Malerei jenseits des naturalistischen Ausdrucks war die Folge für sie. Auf der Suche nach einer geistigen Dimension, auch in der Kunst, nahm sie ab 1886 regelmäßig mit vier weiteren Frauen an Zusammenkünften der Gruppe De Fem („Die Fünf“) teil; in dieser Gemeinschaft fungierte sie selbst als Medium. Die Gruppe dokumentierte ihre Erfahrungen in Notizbüchern und praktizierte lange vor den Surrealisten das automatische Zeichnen und Schreiben.
Von 1900 bis 1901 war sie als Zeichnerin und Malerin beim Veterinärinstitutet („Tiermedizinische Hochschule“) angestellt. Im November 1906 und damit früher als die gemeinhin als Pioniere der Abstrakten Malerei geltenden Künstler malte sie die erste Serie kleinformatiger abstrakter Bilder. Diese markieren den Anfang einer Schaffensperiode, die später in der großformatigen Serie Malereien für den Tempel mündete, einem Projekt, das schließlich 193 Gemälde umfasste, die meisten davon abstrakt, ihr zentrales Œuvre.

### Anthroposophie
Im Jahr 1908 traf Hilma af Klint erstmals mit Rudolf Steiner zusammen, der – damals noch Generalsekretär der Deutschen Sektion der Theosophischen Gesellschaft – Schweden besuchte. Sie erhoffte sich von ihm Deutungen ihrer Malereien. Steiner besuchte ihr Atelier zwar, interpretierte und analysierte ihre Werke allerdings nicht, äußerte sich hingegen kritisch gegenüber der Art ihrer medialen Inspirationen. In der Folge hörte sie für vier Jahre gänzlich auf zu malen, mit der Ausnahme eines Porträts im Jahr 1910.
Unabhängiger von medialen Einflüssen war Hilma af Klint, als sie 1912 an der Tempelserie wirkte. Ihre Kompositionen wurden zunehmend strenger: Die organischen Gebilde der früheren Jahre wichen geometrischen Formen. Sie wandte sich mehr und mehr Steiners Anthroposophie zu und schloss sich 1920 der Anthroposophischen Gesellschaft an. Nach dem Tod ihrer fast blinden Mutter, die sie jahrelang versorgt hatte, hatte sie mehr Zeit zu reisen. Sie besuchte das erste Goetheanum in Dornach, wo sie Steiner erneut traf. In den folgenden Jahrzehnten weilte sie mehrmals monatelang am Goetheanum. Durch die Hinwendung zur Anthroposophie entwickelte sie in den 1920er-Jahren einen davon beeinflussten Stil.
Zu Lebzeiten untersagte Hilma af Klint jegliche Ausstellung ihrer abstrakten Werke und verfügte testamentarisch, dass sie erst 20 Jahre nach ihrem Tod öffentlich gezeigt werden durften. Eine große Anzahl ihrer Arbeiten blieb der Öffentlichkeit lange verborgen, eingelagert bei ihrem Neffen und Erben Erik af Klint. Anfang der 1980er-Jahre machte dieser den Bestand für wenige Kunsthistoriker und Theologen zugänglich. Schließlich kam ihr Gesamtwerk von mehr als eintausend Werken und 125 Notizbüchern in die Obhut der Stiftelsen Hilma af Klints Verk in Stockholm, die es bis heute (Stand 2020) verwaltet und veröffentlicht. Nach dem Willen der Malerin darf ein genau definiertes zentrales Konvolut ihrer Werke nie verkauft werden.

## Rezeption
Es war der schwedische Kunsthistoriker Åke Fant, der in den 1980er-Jahren Hilma af Klint in der internationalen Kunstwelt bekanntmachte. Er präsentierte Hilma af Klint 1984 anlässlich einer nordischen Konferenz in Helsinki. 1986 wurden einige ihrer Werke Seite an Seite mit den Pionieren der Abstrakten Kunst gezeigt wie Kandinsky, Malewitsch, Mondrian und Picabia in der von Maurice Tuchman eingerichteten Ausstellung The Spiritual in Art in Los Angeles, Chicago und Den Haag, zu der Fant den Katalogbeitrag verfasste. Zum Teil erhielt Hilma af Klint vernichtende Kritiken. Die Rezensenten warfen den Kuratoren vor, dass sie sie nur ausgestellt hätten, weil sie eine Frau ist. Hier zeigte sich die noch immer problematische Beurteilung von Künstlerinnen in der männlich dominierten Kunstwelt.
Im deutschsprachigen Raum wurde af Klint erstmals dem kunstinteressierten Publikum im Jahr 1991 in der Einzelausstellung Okkultismus und Abstraktion. Die Malerin Hilma af Klint (1862–1944) in der Albertina in Wien, gefolgt von Stationen in Graz und Passau, vorgestellt, danach 1995 in der großen Ausstellung Okkultismus und Avantgarde in Frankfurt.
Zu der großen Retrospektive im Jahr 2013 im Moderna Museet in Stockholm, die anschließend im Hamburger Bahnhof in Berlin, im Museo Picasso Málaga in Málaga sowie im Louisiana Museum of Modern Art, Humlebæk, Dänemark gezeigt wurde, erschienen umfangreiche Kataloge. Viele Werke wurden in dieser Wanderausstellung erstmals etwa 100 Jahre nach ihrer Entstehung gezeigt. Ebenfalls 2013 waren einige Werke von Hilma af Klint auf der Biennale in Venedig ausgestellt.
Im Jahr 2018 zeigte das Guggenheim in New York City eine Retrospektive der Künstlerin. Im selben Jahr entstand der Dokumentarfilm Jenseits des Sichtbaren der Regisseurin Halina Dyrschka über Leben und Werk der Malerin. 2019 fand im Lenbachhaus München die Ausstellung Weltempfänger statt, und dort wurden Werke von ihr und zwei weiteren Künstlerinnen gezeigt. 
Für ihr Gesamtwerk wird als kunsthistorischer Beleg angeführt, dass ein Teil der Bildsprache der abstrakten Kunst durch okkulte Kunst beeinflusst wurde. Hilma af Klint gilt gleichermaßen als Pionierin der abstrakten wie der mystischen Kunst.
Sofia Lundberg schrieb gemeinsam mit Alyson Richman und M.J. Rose den Roman Hilma über Hilma af Klint, der im März 2023 im Piper Verlag veröffentlicht wurde.

## Ausstellungen
Ausstellungsbeteiligungen zu Lebzeiten
- Konst- och industriutställning, Norrköping, 1906
- Konst- och industriutställning, Lund, 1907
- Svenska konstnärinnor, Konstakademien, Stockholm, 1911
- Baltiska utställningen, Malmö, 1914
- Konstföreningen för södra Sverige och Konstnärernas förening, 1914

Einzelausstellungen posthum (Auswahl)
- Hilma af Klints hemliga bilder, Nordiskt Konstcentrum, Helsinki, August bis Oktober 1988; PS 1, New York; Nationalgalerie Listasafn, Reykjavík, Island; Galleri F 15, Moss, Norwegen
- Ockult målarinna och abstrakt pionjär, Moderna Museet, Stockholm; Göteborgs Konsthall, Göteborg; Fyns Kunstmuseum, 1989–1991
- Okkultismus und Abstraktion. Die Malerin Hilma af Klint, Albertina, Wien, 1991–1992; Kulturhaus Graz, 1992; Museum Moderner Kunst, Stiftung Wörlen, Passau, 1992
- De geheime schilderijen van Hilma af Klint. Museum voor Moderne Kunst, Arnhem. März bis Mai 2010 (59 Gemälde)
- Beyond Colour. Innerhalb See! Colour! – Vier Einzelausstellungen im Kulturforum Järna, Schweden mit James Turrell, Rudolf Steiner; Mai bis Oktober 2011
- Hilma af Klint – Abstrakt pionjär. Moderna Museet, Stockholm, 16. Februar bis 26. Mai 2013;[15]
- Hilma af Klint. Pionierin der Abstraktion. Hamburger Bahnhof – Museum für Gegenwart, 15. Juni bis 6. Oktober 2013[16][17] danach: Museo Picasso Málaga, Málaga, Spanien; Louisiana Museum of Modern Art, Humlebæck, Dänemark, 2013–2014.[18]
- Cosa mentale, Centre Pompidou, Metz 28. Oktober 2015 bis 28. März 2016
- Hilma af Klint: Painting the Unseen, Serpentine Gallery, London, 3. März – 15. Mai 2016[19]
- Hilma af Klint: Paintings for the Future, Solomon R. Guggenheim Museum, New York, USA. 12. Oktober 2018 bis 27. Januar 2019[20]
- Hilma af Klint. Artist, Researcher, Medium. Moderna Museet Malmö, vom 4. April 2020 bis 21. Februar 2021
- Hilma af Klint: The Secret Paintings, Art Gallery of New South Wales, 12. Juni – 19. September 2021[21];
  - Hilma af Klint: The Secret Paintings, City Gallery Wellington, 4. Dezember 2021 bis 27. März 2022[22]

Ausstellungsbeteiligungen posthum (Auswahl)
- The Spiritual in Art, Abstract Painting 1890–1985, Los Angeles County Museum of Art, Museum of Contemporary Art, Chicago, Gemeentemuseum, Den Haag, Niederlande, 1986–1987
- Okkultismus und Avantgarde – von Munch bis Mondrian, 1900–1915. Schirn Kunsthalle, Frankfurt am Main, 1995
- Rudolf Steiner; die Alchemie des Alltags, Kunstmuseum Wolfsburg; Kunstmuseum Stuttgart; Dox Centre Prag, Vitra Design Museum Weil am Rhein, 2011–2013
- L’Europe des Esprits, Zentrum Paul Klee, Bern, 2012
- La règle et l’intuition, L’abbaye de Montmajour, Arles, 3. April – 18. September 2016
- The Keeper, New Museum of Contemporary Art, New York, 20. Juli – 2. Oktober 2016[23]
- Jenseits der Sterne – Mystische Landschaften von Monet bis Kandinsky, Musée d’Orsay, Paris, 13. März – 25. Juni 2017[24]
- Jardin infini. De Giverny à l’Amazonie, Centre Pompidou, Metz, 18. März – 28. August 2017
- Weltempfänger, Lenbachhaus, 6. November 2018 bis 10. März 2019
- Hilma af Klint & Piet Mondrian Forms of Life. Tate Modern, London, 20. April bis 3. September 2023 und im Kunstmuseum Den Haag, 7. Oktober 2023 bis 25. Februar 2024
- Hilma af Klint und Wassily Kandinsky. Träume von der Zukunft. Kunstsammlung Nordrhein-Westfalen (K20), Düsseldorf, 16. März – 11. August 2024[25]

## Filme
- Hilma af Klint und ihre Arbeit werden in dem Film Personal Shopper präsentiert, Regie: Olivier Assayas, Film-Premiere in Deutschland am 19. Januar 2017
- Jenseits des Sichtbaren – Hilma af Klint, Dokumentarfilm/Filmbiografie, Schweden/Deutschland/Schweiz/UK 2019, Regie: Halina Dyrschka
- Hilma – Alle Farben der Seele, Biopic, Schweden 2022, Regie: Lasse Hallström, u. a. mit Tora Hallström, Lena Olin & Tom Wlaschiha